# E. Lee Spence
Pour les articles homonymes, voir Spence.
Edward Lee Spence (né le 6 novembre 1947 en Allemagne) est un pionnier américain de l'archéologie sous-marine et un expert sur les épaves et les trésors engloutis. Il est également un éditeur et auteur de livres de référence et d'articles de magazines.
Il découvre sa première épave en plongée libre en bord de mer à l'âge de douze ans alors qu'il vit en France,,.

## Découvertes
La découverte la plus remarquable d'E. Lee Spence est l'épave du sous-marin Hunley utilisé pendant la guerre de Sécession. Il a également découvert de nombreux autres navires naufragés à la portée historique, y compris en 1965 le Georgiana (en), (qui aurait été le croiseur le plus puissant construit par les armées des États confédérés d'Amérique),.
Une loi en Caroline du Sud, protégeant à la fois l'État et les intérêts des découvreurs des épaves, a été adoptée à la suite de la découverte du Georgiana par Spence et son entreprise Shipwrecks Inc. Il lui a été accordé en Caroline du Sud une licence d'État no 1.

## Publications
- [1974] (en) A Look at South Carolina's Underwater Heritage, Charleston, Caroline du Sud, Nelson Southern Printing, 1974, 22 p. (OCLC 11121049).
- [1976] (en) Spence's Guide to South Carolina : diving, 639 shipwrecks (1520–1813), saltwater sport fishing, recreational shrimping, crabbing, oystering, clamming, saltwater aquarium, 136 campgrounds, 281 boat landings, Sullivan's Island, S. C., Nelson Southern Printing, 1976, 146 p. (OCLC 2846435).
- [1980] (en) Shipwrecks of Charleston Harbor, Sullivan's Island, S. C., Shipwreck Press, 1980 (OCLC 6908900).
- [1984] (en) Shipwrecks of South Carolina and Georgia : (includes Spence's List, 1520-1865) (2 vol.), Sullivan's Island, S. C., Sullivan's Island 29482, Sea Research Society, 1984 (OCLC 10593079).
- [1988] (en) Wreck of the Georgiana, mystery ship of the Confederacy, Sullivan's Island, S. C., Shipwreck Press, 1988, 27 p. (OCLC 50414449).
- [1991] (en) Shipwrecks of the Era of the Revolution : South Carolina & Georgia, 1763-1783, Sullivan's Island, S. C., Shipwreck Press, 1991, 63 p. (OCLC 39977318).
- [1991] (en) Shipwreck Encyclopedia of the Civil War: South Carolina & Georgia, 1861-1865, Sullivan's Island, S. C., Shipwreck Press, 1991, 96 p. (OCLC 24420089).
- [1994] (en) Treasures of the Confederate Coast: the "real Rhett Butler" & Other Revelations, Charleston / Miami, Narwhal Press, 1994, 517 p. (ISBN 1-886391-01-7 et 1-886391-00-9, OCLC 32431590, présentation en ligne).
- [1995] (en) Treasures of the Confederate Coast: the "real Rhett Butler" & Other Revelations, Charleston / Miami, Narwhal Press, 1995, 517 p. (ISBN 1-886391-01-7 et 1-886391-00-9, OCLC 32431590).
- [1995] (en) Shipwrecks, Pirates & Privateers: Sunken Treasures of the Upper South Carolina Coast, 1521-1865, Charleston / Miami, Narwhal Press, 1995, 160 p. (ISBN 1-886391-07-6 et 9781886391079, OCLC 34290917).
- [1995-] (en) Shipwrecks: "the magazine" (périodique), Sullivan's Island, S. C., Shipwreck Press, 1989–1991, Narwhal Press, 1995- (OCLC 20784612).

### Article de presse
- « First Person: E. Lee Spence », Financial Times Londres, 19 juillet 2008